# Дечје одељење Библиотеке Бора Станковић у Врању
Дечје одељење Библиотеке „Бора Станковић” у Врању је посебан фонд најстарије установе културе у Врању. Располаже са око 18.500 књига, према подацима из програма COBISS.

## Историјат
Прво Дечје одељење у склопу врањске библиотеке формирано је 1974. године, у згради која се налазила преко пута Основне школе Вук Караџић у Врању. Стартовало се са око 4.500 књига, намењених искључиво деци. Од тада, дечје одељење је више пута пресељавано. У просторијама данашње зграде врањске библиотеке функционише од 1992. године.

## О одељењу
Књижни фонд годинама је вишеструко увећаван, па је на крају 2023. године имао 18.576 књига. Број регистрованих корисника у данашње време премашује 800, док је број активних чланова око 500. Око 10 одсто чланова су предшколци. Број годишњих посета је између 2.500 и 3.000 (у број посета рачунају се само они корисници којима је очитана картица, иначе их је више), док број позајмљених јединица грађе износи око 3.500.
Одељење обавља услуге позајмљивања књига деци предшколског узраста и ученицима основних школа. Грађу намењену најмлађој читалачкој публици чине сликовнице, прво и омиљено штиво предшколаца, потом школска лектира за ученике основних школа, забавне публикације, класични и савремени тинејџерски романи, али и референтна литература. На одељењу постоји могућност резервације жељеног наслова, уколико је књига на читању. Све активности које се реализују у Дечјем одељењу усмерене су на остваривањe права деце и младих на културу, информацију, учење, писменост, игру, забаву, лични развој и напредак.
У складу са прописаним библиотечким стандардима, али и новим библиотечким тенденцијама, рад на овом одељењу се, из године у годину анализира, планира и спроводи. У време када  различити садржаји окупирају пажњу најмлађе популације и одвлаче их од књига, библиотекари Дечјег одељења врањске библиотеке, у сарадњи са Активом наставника српског језика, Активом учитеља и Активом школских библиотекара у Врању, установили су разноврсне тематске и интерактивне радионице, акције, изложбе (Божићна, Светосавска, Осмомартовска, Ускршња), креативне радионице и тематски осмишљене посете библиотеци, у којима учествује велики број деце, садашњих и будућих чланова библиотеке. Дечје одељење редовно прима примерке периодике - „Политикин забавник“, „Витез“ и „Мали витез“.

## Реновирање
Дечје одељење врањске библиотеке календарску 2023. годину започело је у реновираним и адаптираним просторијама, прилагођеним најмлађим корисницима. У просторији је урађен нови под, осветљење, полице, набављен нови намештај и техничка опрема. Средства су обезбеђена преко пројекта „Најлепше за најмлађе: ново Дечје одељење врањске библиотеке“, који је финансирало Министарство правде средствима прикупљеним по основу одлагања кривичног гоњења. У тој години Дечје одељење библиотеке је увећало књижни фонд за 524 књиге (214 куповином, 229 откупом, 15 из старог фонда, док је 66 стигло по основу поклона). 

## Учешће у манифестацијама
Дечје одељење врањске библиотеке има своје традиционалне књижевне програме током календарске године. Учествује у реализацији културне и духовне манифестације ”Светосавска недеља”, када организује књижевне програме са дечјим писцима и интерактивне радионице у којима се гости - књижевници сусрећу са предшколцима и млађим основцима.
Дечје одељење библиотеке доприноси и обележавању Међународног дана матерњег језика у Врању организовањем радионица за ђаке, у оквиру којих се промовишу вишејезичност, језичка и културна разноликост. Библиотекари из одељења ѕа најмлађе читаоце обележавају и Национални дан књиге, приређивањем изложби у холу библиотеке, са делима дечијих истакнутих песника и писаца, а сличне активности организују се и поводом Осмог марта. На Дечјем одељењу сваке године организују се програми поводом 2. априла, Међународног дана дечје књиге, када се промовишу дечја књижевност и читање и скрене пажња јавности на потребе најмлађих читалаца.
Сваког септембра, поводом почетка нове школске године, организују се дружења првака са познатим дечјим песницима. Дечје одељење почетком октобра учествује и у традиционалном обележавању „Дечје недеље“. У том периоду сви предшколци и основци имају прилику да постану чланови библиотеке по сниженој уписнини.

## Галерија
- Више од 18.000 књига налази се на полицама Дечјег одељења Библиотеке Бора Станковић у Врању
- Дечје одељење врањске библиотеке има више од 800 чланова
- Рад са корисницима на Дечјем одељењу врањске библиотеке
- Дечје одељење врањске библиотеке пре реновирања
- Детаљ са отварања реновираних просторија Дечјег одељења у јануару 2023. године
- Директор Народне библиотеке Србије Владимир Пиштало на отварању реновираног Дечјег одељења
- Неки од наслова на Дечјем одељењу врањске библиотеке
- Популарни српски песник Љубивоје Ршумовић са најмлађим читаоцима врањске библиотеке
- Честе су интерактивне радионице са најмлађим читаоцима врањске библиотеке
- Неке од интерактивних радионица са најмлађим члановима библиотеке реализују локални писци